# Kędzierzawka pospolita
Kędzierzawka pospolita (Tortella tortuosa (Hedw.) Limpr.) – gatunek mchu należący do rodziny płoniwowatych (Pottiaceae Schimp.). 

## Rozmieszczenie geograficzne
Występuje w Ameryce Północnej, Ameryce Centralnej, Europie, Azji, północnej Afryce i Islandii. W Polsce gatunek podawany m.in. z obszaru województwa śląskiego i pasma Gorców.

## Morfologia
GametofitŁodyżki długości 1–6 cm. Listki podłużne, lancetowate, długości  przeważnie 3–6,5 mm, skrajnie od 2 do 7 mm.
SporofitSeta długości 0,9–2,7 cm, skrajnie do 3,5 cm. Puszka zarodni długości 1,5–3,3 mm. Zęby perystomu długie i skręcone spiralnie 2 lub 3 razy.

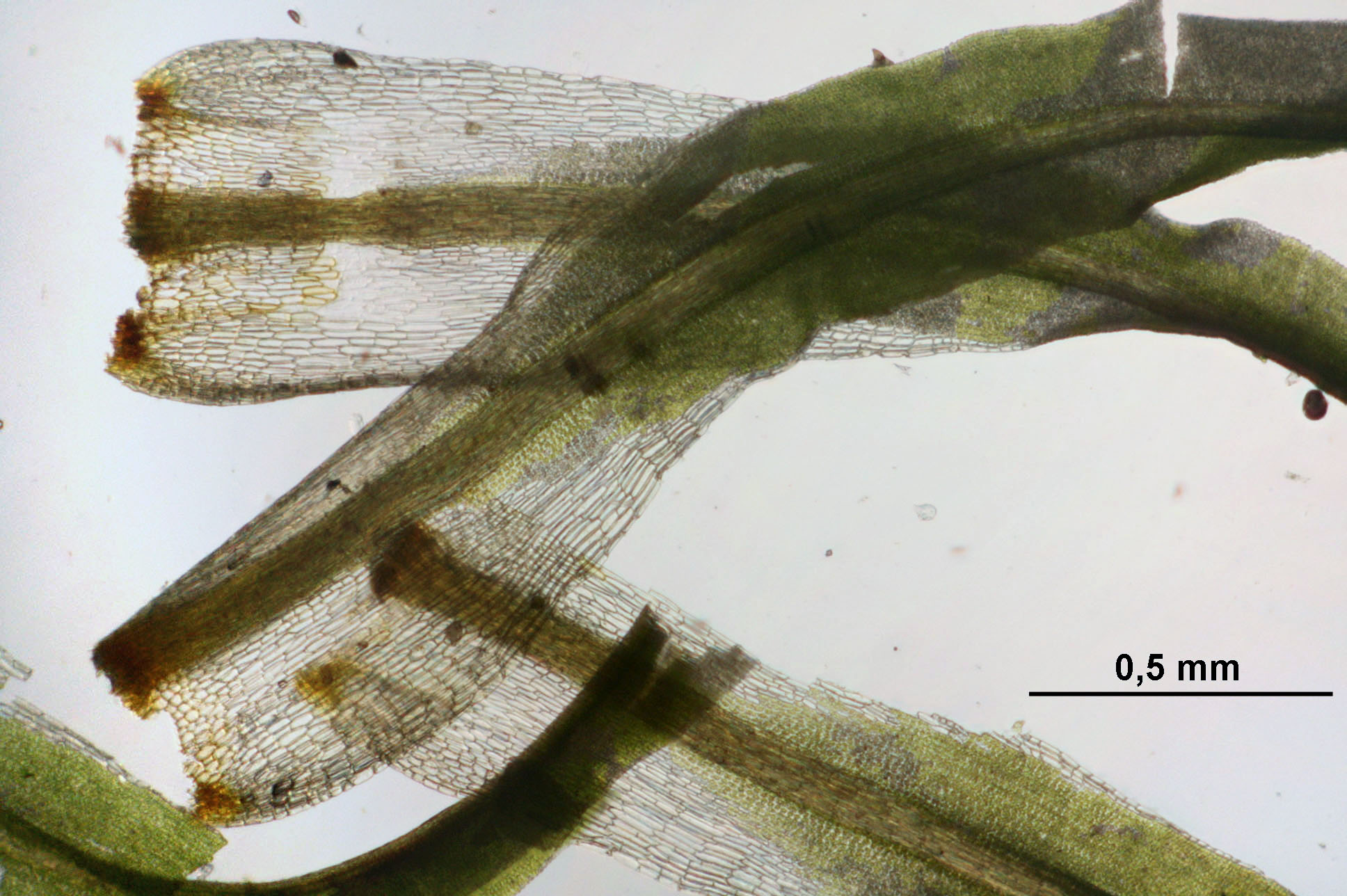
Listki
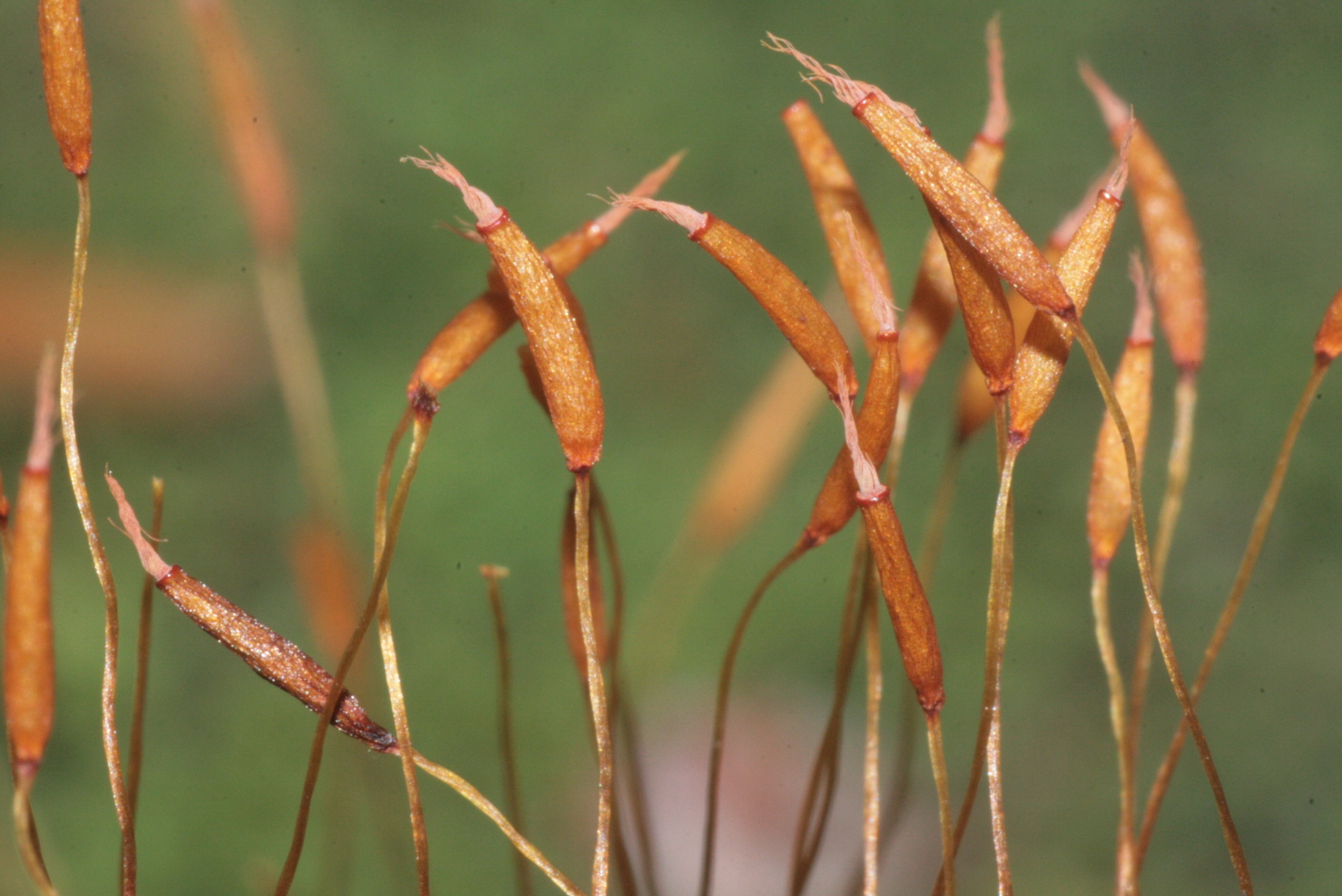
Puszki
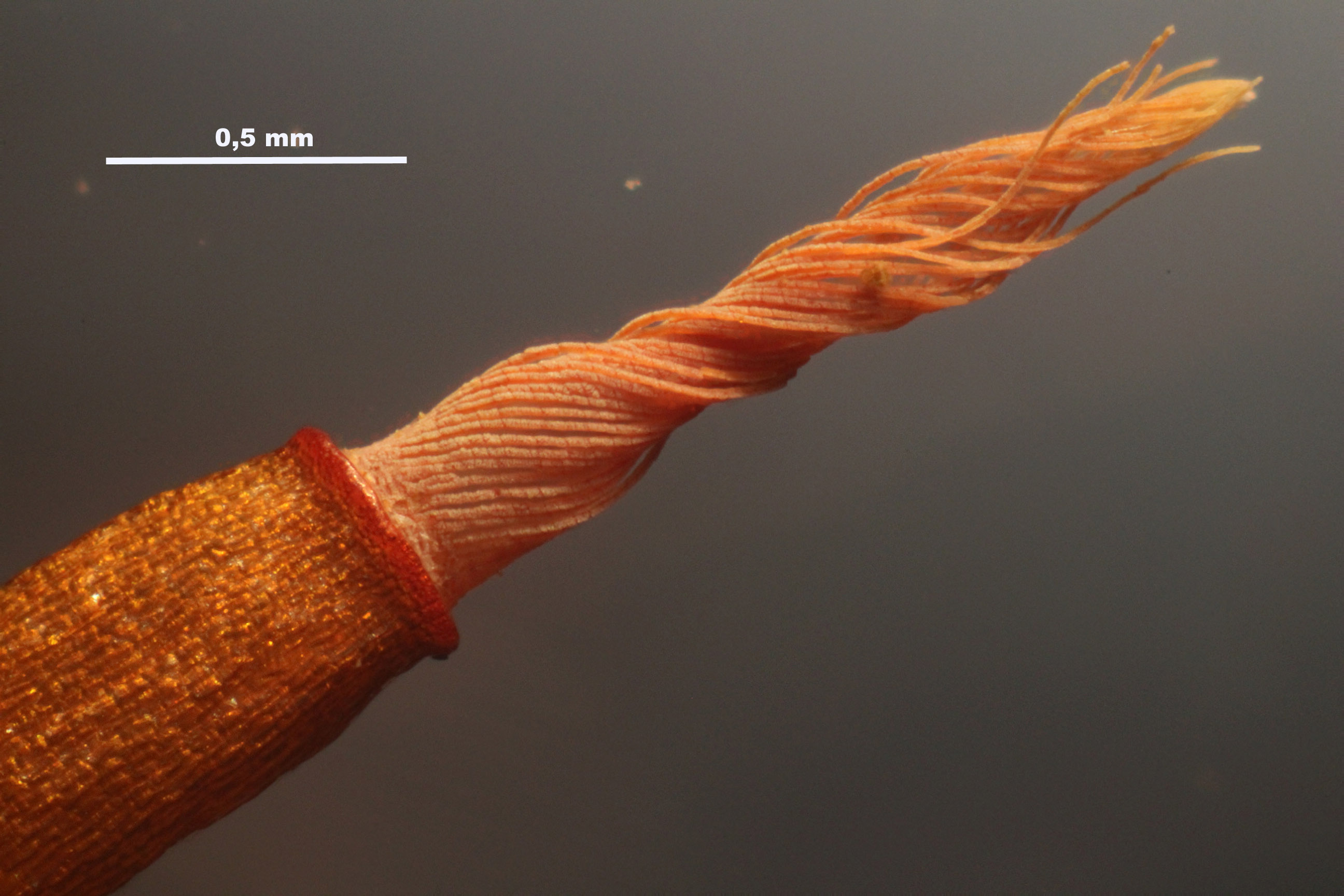
Perystom z zębami

## Systematyka i nazewnictwo
Synonimy: Barbula subtortuosa Müll. Hal., Mollia thrausta Stirt., Tortula incrassata Brid., Tortula tortuosa Hedw.
Taksony niższego rzędu według The Plant List:
- Tortella tortuosa var. arctica (Arnold) Broth.
- Tortella tortuosa var. bambergeri (Schimp.) Düll
- Tortella tortuosa f. dentata (Farneti) Podp.
- Tortella tortuosa var. fragilifolia (Jur.) Limpr.
- Tortella tortuosa var. longifolia (Renauld) Paris
- Tortella tortuosa var. robusta (Pfeff.) Limpr.
- Tortella tortuosa var. rotaeana (De Not.) Limpr.

## Zagrożenia
Gatunek został wpisany na czerwoną listę mszaków województwa śląskiego z kategorią zagrożenia LC (najmniejszej troski, stan na 2011 r.). W Czechach także nadano mu kategorię LC (2005 r.).